# Phorocera assimilis
Phorocera assimilis là một loài ruồi trong họ Tachinidae.